# مسجد عبد الله بن سلام
مسجد عبد الله بن سلام مسجد يقع وسط مدينة وهران ويضم أيضا مقرات لوزارة الشؤون الدينية والأوقاف الجزائرية. كان المسجد، قبل استقلال الجزائر عن فرنسا، كنيسا يهوديا بني سنة 1918. وكان واحد من أكبر المعابد وأجملها في شمال أفريقيا.
تم إعادة ترميم الكنيس وحول إلى مسجد عام 1975 وسمي عبد الله بن سلام تخليداً لاسم اليهودي الغني من يثرب (المدينة المنورة) الذي آمن برسالة النبي محمد واعتنق الإسلام.

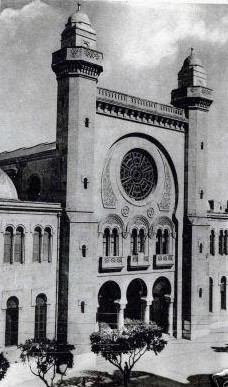
صورة قديمة لمعبد اليهودي سابقا - حاليا مسجد عبد الله بن سلام بوهران
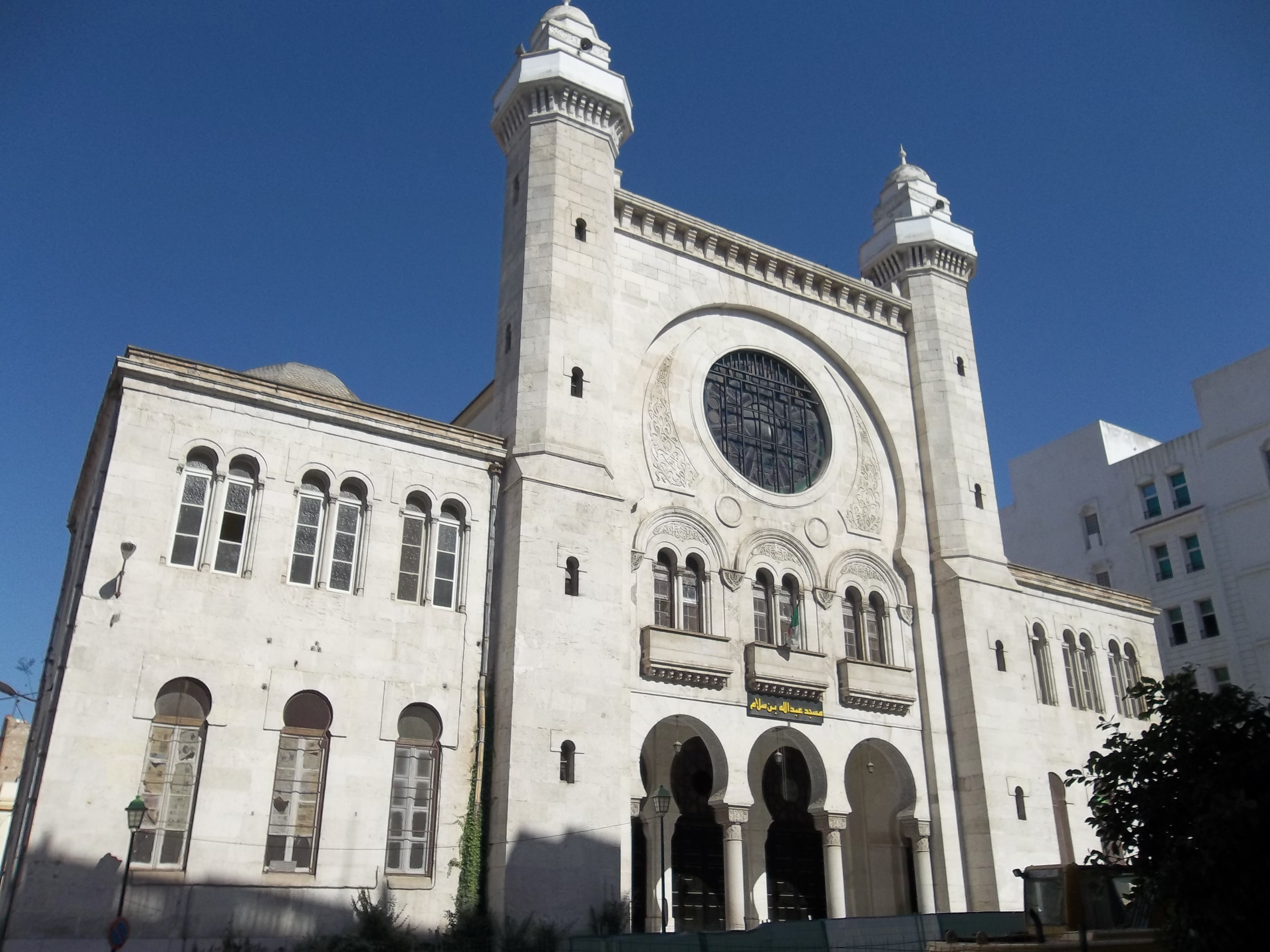
صورة حديثة للمسجد بعد الترميم

## مواضيع ذات صلة
- المرجعية الدينية الجزائرية
- الحزب الراتب